# Loreen (canción)
«Loreen» es el tercer sencillo del segundo álbum de Sandra, Mirrors. Se publicó en discos de vinilo de siete y doce pulgadas. No hubo versión extendida del tema; en ambos casos «Loreen» fue acompañado de la canción «Don't Cry (The Breakup of the World)».
El sencillo fue producido por Michael Cretu y Armand Volker, la letra fue escrita por  Frank Peter y Klaus Hirschburger, y su música fue compuesta por Frank Peter y Michael Cretu. La carátula del sencillo fue diseñada por Mike Schmidt (Ink Studios) y la fotografía fue tomada por Dieter Eikelpoth.
El vídeo musical consistió en Sandra interpretando la canción en un escenario y haciéndose acompañar sobre él por varios músicos de estudio y un trío de violonchelistas. 
La canción no entró en el top 20 alemán. Solo llegó al puesto número 23 de las listas de éxito (número 18 en las listas de radio).

## Sencillo
- Sencillo 7"

A: «Loreen» - 4:17
B: «Don't Cry (The Breakup of the World)» - 4:49
- Sencillo 12"

A: «Loreen» - 4:17
B: «Don't Cry (The Breakup of the World)» - 4:49

## Posiciones
| País (1986) | Puesto alcanzado |
| ----------- | ---------------- |
| Alemania    | 23               |
| Israel      | 8                |
| Suecia      | 4                |
| Suiza       | 29               |